# Řezák

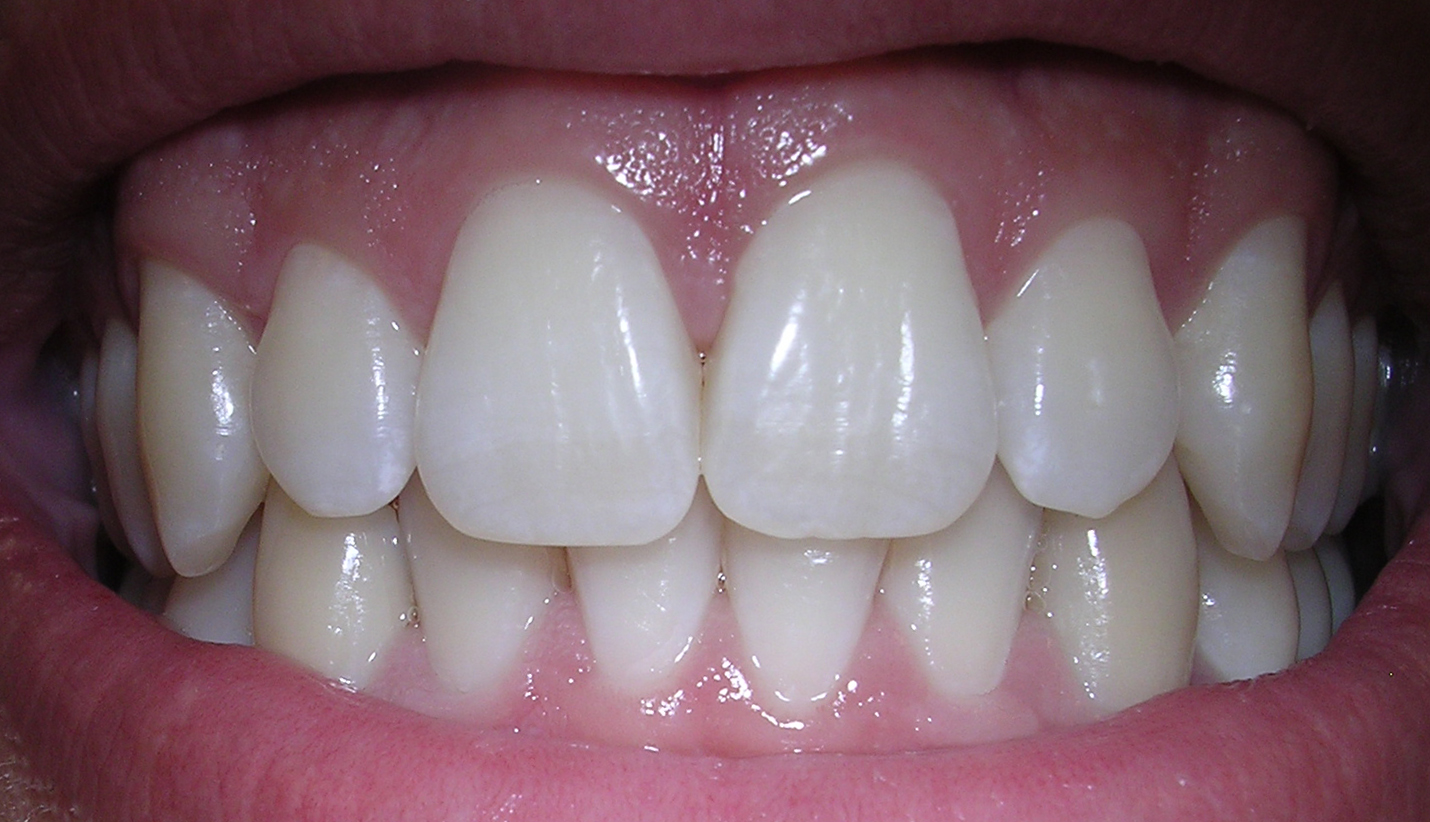
Přední spodní i horní řezáky

Řezáky (latinsky incisivi, jednotné číslo incisivus) jsou zuby, které slouží k ukusování potravy. Jsou relativně ostré a nacházejí se v přední části čelisti. Člověk má dva střední řezáky (zubní vzorec 11, 21, 31 a 41) a dva postranní řezáky (12, 22, 32 a 42) ve spodní a horní čelisti.
U různých savců se během evoluce objevily různé přeměny řezáků. U slonů se tak horní řezáky přeměnily v kly; hlodavé zuby hlodavců jsou také přeměněné řezáky. Přežvýkaví nemají v horní čelisti žádné řezáky, zato je mají v dolní čelisti.